# Троицкое сельское поселение (Омский район)
Се́льское поселе́ние Троицкое — муниципальное образование в Омском районе Омской области Российской Федерации.
Административный центр — село Троицкое.

## История
Статус и границы сельского поселения установлены Законом Омской области от 30 июля 2004 года № 548-ОЗ «О границах и статусе муниципальных образований Омской области»

## Население
| 2006  | 2010  | 2011  | 2012  | 2013  | 2014  | 2015  |
| ----- | ----- | ----- | ----- | ----- | ----- | ----- |
| 3450  | ↗4298 | ↗4307 | ↗5101 | ↗5799 | ↗6211 | ↗6466 |
| 2016  | 2017  | 2018  | 2019  | 2020  | 2021  | 2023  |
| ↗6649 | ↗6798 | ↗6947 | ↗7132 | ↗7393 | ↗8223 | ↗8259 |

## Состав сельского поселения
| № | Населённый пункт | Тип населённого пункта       | Население |
| - | ---------------- | ---------------------------- | --------- |
| 1 | Верхний Карбуш   | деревня                      | ↘494      |
| 2 | Троицкое         | село, административный центр | ↗7729     |